# Penrith City SC
Penrith City SC – australijski klub piłkarski z siedzibą w dzielnicy Penrith w Sydney (Nowa Południowa Walia), założony w 1984 roku. W latach 1984–1985 uczestniczył w rozgrywkach National Soccer League (NSL). Rozwiązany w 1986 roku.

## Historia
Klub Penrith City SC został założony w 1984 roku i od sezonu 1984 przystąpił do rozgrywek National Soccer League. Penrith City SC zainaugurował rozgrywki w NSL w dniu 4 marca 1984 roku w domowym spotkaniu przeciwko Newcastle Rosebud United. Spotkanie zakończyło się porażką Penrith City SC w stosunku 0:2. W inauguracyjnym sezonie klub zajął 7. miejsce w Konferencji Północnej i nie awansował do serii finałowej rozgrywek. W rozgrywkach NSL Cup w 1984 roku klub dotarł do ćwierćfinału rozgrywek. W ćwierćfinale uległ zespołowi APIA Leichhardt Tigers w stosunku 0:2.
W drugim sezonie w NSL (1985) klub zakończył rozgrywki na 11. miejscu z dorobkiem 14 punktów w Konferencji Północnej, nie awansował do serii finałowej rozgrywek oraz spadł do New South Wales Division 1 (pierwszy poziom rozgrywek w stanie Nowa Południowa Walia). Klub Penrith City SC uczestniczył tylko w dwóch sezonach NSL. Ostatni swój mecz rozegrał na własnym stadionie przeciwko drużynie Newcastle Rosebud United w dniu 18 sierpnia 1985 roku. Spotkanie zakończyło się zwycięstwem drużyny Penrith City SC w stosunku 4:1. W rozgrywkach NSL Cup w 1985 roku klub zakończył swój udział na 1. rundzie, w której uległ zespołowi Sydney Olympic w stosunku 1:3.
W rozgrywkach New South Wales Division 1 klub uczestniczył tylko przez jeden sezon (1986), kończąc swój udział na 11. miejscu. Po zakończonym sezonie klub został rozwiązany.